# Korycin (village)
Pour les articles homonymes, voir Korycin.
Korycin est un village polonais de la voïvodie de Podlachie et du powiat de Sokółka. Il est le siège de la gmina de Korycin et comptait 530 habitants en 2006.